# Oxalis fendleri
Oxalis fendleri är en harsyreväxtart som beskrevs av A. Lourteig. Oxalis fendleri ingår i släktet oxalisar, och familjen harsyreväxter. Inga underarter finns listade i Catalogue of Life.